# Người thừa của dòng họ
Người thừa của dòng họ (tên cũ: Vòng xoay cổ điển) là một bộ phim truyền hình được thực hiện bởi Trung tâm Phim truyền hình Việt Nam, Đài Truyền hình Việt Nam, do Nguyễn Hữu Trọng và Trịnh Lê Phong làm đạo diễn. Phim phát sóng lần đầu trong chương trình Điện ảnh chiều thứ bảy, bắt đầu từ ngày 12 tháng 7 năm 2003 và kết thúc vào ngày 26 tháng 7 năm 2003 trên kênh VTV3.

## Nội dung
Bộ phim kể về sự xung đột giữa hai dòng họ Ngô Hữu và Trần Văn bùng phát khi Trần Văn Thạch làm ăn ở Hà Nội mang tiền về xây nhà, mộ tổ to nhất làng. Ông Ngô Hữu Huy tổ chức họp họ, tìm cách đưa mọi người trong họ tộc ra Hà Nội làm ăn để thoát nghèo. Chỉ có Bảo là không đồng ý, anh muốn làm giàu ngay trên mảnh đất quê hương mặc dù đã nếm rất nhiều thất bại vì không có kiến thức khoa học kỹ thuật. Anh bị mọi người coi là một người thừa của dòng họ và Duyên – vợ anh cũng nghĩ như vậy. Hai vợ chồng mâu thuẫn cực điểm, Duyên bỏ ra thành phố làm ăn, Ở quê, Bảo quyết tâm tìm hiểu phương pháp trồng nấm ăn.

## Diễn viên
- Quốc Tuấn trong vai Bảo[3]
- An Chinh trong vai Duyên[4]
- Kiều Oanh
- Quốc Trị trong vai Lực
- Phạm Bằng
- Trần Hạnh

## Giải thưởng
| Năm  | Giải thưởng         | Hạng mục                         | Đề cử | Kết quả           | Nguồn       |
| ---- | ------------------- | -------------------------------- | ----- | ----------------- | ----------- |
| 2004 | Giải Cánh diều 2003 | Phim truyện truyền hình ngắn tập | —     | Giải Khuyến khích | [ 5 ] [ 6 ] |